# Poznań (Ukraina)
Poznań (ukr. Познань) – wieś na Ukrainie w rejonie rokitnowskim, obwodu rówieńskiego.